# Jay Tavare
Jay Tavare é um ator estadunidense.
Participou do filme Vega, em 1994, e no filme Street Fighter. Também desempenhado uma série de papéis em filmes, incluindo um apache no The Missing, uma cherokee, em Cold Mountain, e um cheyenne em Into the West. 
Foi adoptado quando criança e passou a maior parte de sua adolescência na Europa.

## Filmografia
| Ano  | Titulo                     | Papel                 |
| 1994 | Street Fighter             | Vega                  |
| 1996 | Executive Decision         | Nabill                |
| 1999 | Unbowed                    | Waka Mani             |
| 2000 | Escape to Grizzly Mountain | Tukayoo               |
| 2002 | Adaptation                 | Matthew Osceola       |
| 2003 | The Missing                | Kayitah               |
| 2003 | Cold Mountain              | Swimmer               |
| 2004 | El Padrino                 | Special Agent Sanchez |
| 2005 | Into the West              | Chief Prairie Fire    |
| 2007 | Pathfinder                 | Black Wing            |
| 2008 | Turok: Son of Stone        | (Voz) Koba            |
| 2008 | CSI: Miami                 | Manny Ortega          |
| 2015 | The Human Centipede 3      | Inmate 346            |